# Boro Vučinić
Boro Vučinić (cyr. Боро Вучинић; ur. 1954 w Titogradzie) – czarnogórski polityk. W latach 2004–2006 minister ochrony środowiska i urbanistyki, od 2006 do 2012 – minister obrony, następnie, w latach 2012–2015, szef Agencji Bezpieczeństwa Narodowego.
Jako minister urbanistyki Vučinić brał udział w sprzedaży starej stoczni remontowej na Morzu Adriatyckim. Była to pierwsza główna prywatyzacja od czasu ogłoszenia niepodległości przez Czarnogórę.
Ma tytuł magistra. Jest żonaty i ma czworo dzieci.